# Проходческий комбайн

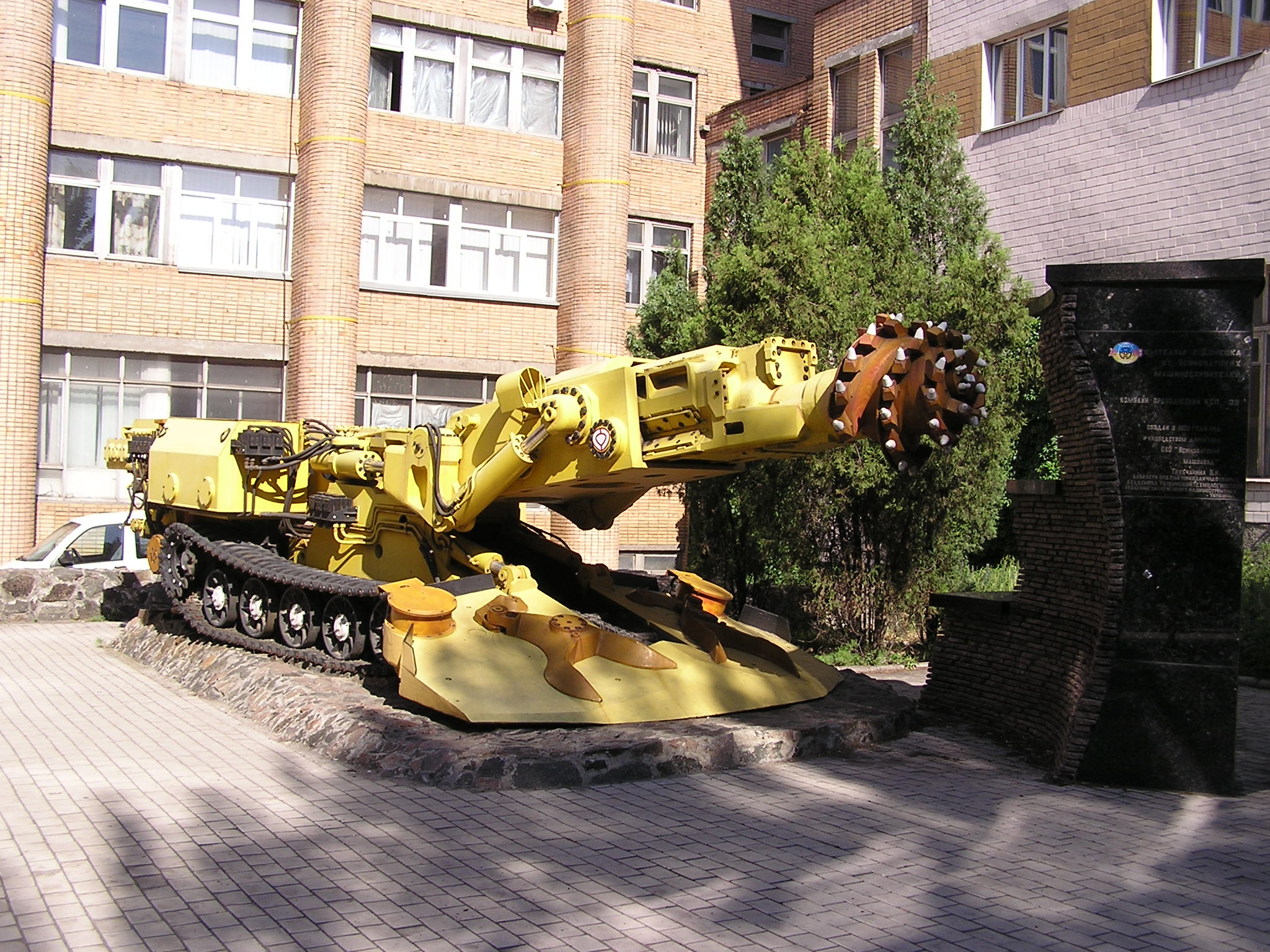
Проходческий комбайн, Донецк.

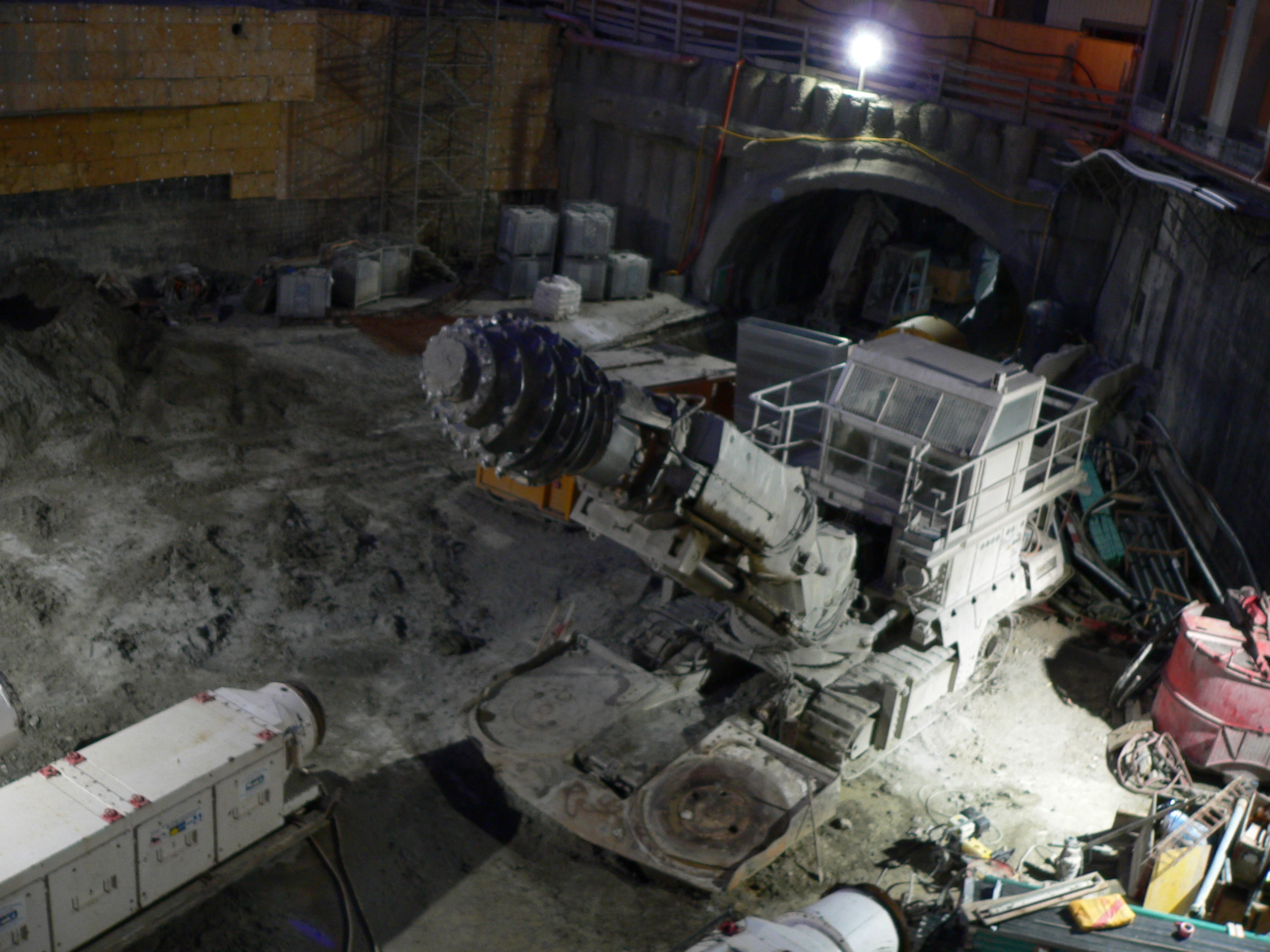
Проходческий комбайн в забое.

Прохо́дческий комба́йн — сложная многоприводная горная машина, обеспечивающая выполнение большого числа основных и вспомогательных операций рабочих процессов проведения и крепления подготовительных выработок, предназначенная для механизированного разрушения горных пород, погрузки горной массы в транспортные средства (вагонетки, конвейер, перегружатель).

## Применение проходческих комбайнов
- разрушение горной породы
- погрузка разрушенной породы
- крепление выработки
- доставка разрушенной горной породы
- перемещение комбайна и средств комплекса
- пылегашение
- пылеотсос
- проветривание забоя
- доставка средств и материалов крепления
- проведение водоотливной канавки

## Рабочие инструменты проходческих комбайнов
- исполнительный орган
- телескопическая стрела
- резцовая коронка, скальный ковш разрыхлитель, гидромолот
- ходовая гусеничная часть
- погрузочное устройство
- гидросистемы
- гидроцилиндры
- электрооборудование
- пульт управления
- скребковый конвейер
- системы пылегашения

## Классификация проходческих комбайнов
по назначению и области применения
- проходческие комбайны для проведения нарезных выработок по пласту полезного ископаемого
- проходческие комбайны для проведения основных и вспомогательных подготовительных выработок по полезному ископаемому или по * * смешанному забою с присечкой слабых пород
- проходческие комбайны для проведения подготовительных и капитальных выработок по породам средней крепости и крепким

по способу обработки забоя исполнительным органом
- проходческие комбайны избирательного (циклического) действия с последовательной обработкой слоями или заходками
- проходческие комбайны бурового (непрерывного) действия с одновременной обработкой всей поверхности забоя

## Производители проходческих комбайнов
- Юргинский машиностроительный завод
- Новокраматорский машиностроительный завод
- Горловский машиностроитель
- Копейский машиностроительный завод
- Опытное производство Солигорского института проблем ресурсосбережения
- Ясиноватский машиностроительный завод
- Dosco overseas engineering ltd
- ITC SA (Швейцария)